# دمیان گونزالس
دمیان گونزالس (انگلیسی: Demián González؛ زادهٔ ۲۱ فوریهٔ ۱۹۸۳) بازیکن والیبال اهل آرژانتین است.
وی عضو تیم ملی آرژانتین در قهرمانی جهان ۲۰۱۰ بود.
از باشگاه‌هایی که در آن بازی کرده‌است می‌توان به باشگاه والیبال سیوداد د بولیوار اشاره کرد.